# Товариство «Знання» України
Всеукраїнська громадська організація Товариство «Знання» України — науково-просвітницька та інформаційно-освітня організація України.

## Історія та сучасність

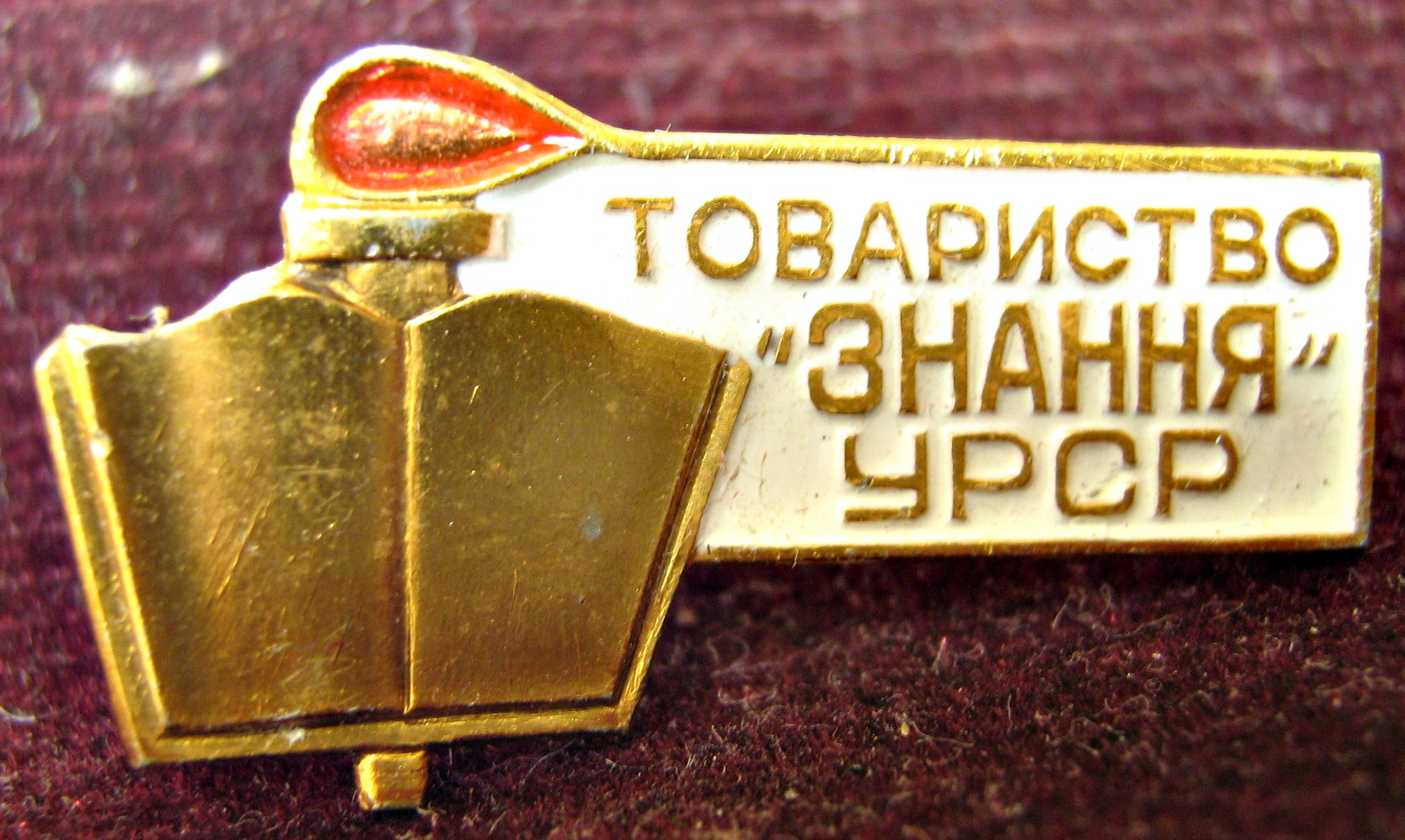
Радянський значок

Засноване 16-17 січня 1948 року (1947-ого, в УРЕ), як «Товариство по розповсюдженню політичних і наукових знань УРСР». У 1963 році перейменоване  на Товариство «Знання» УРСР. Було складовою частиною Всесоюзного товариства «3нання».
Першим головою правління Товариства став Президент АН УРСР, академік Олександр Палладін. Протягом 1948—1949 років були створені обласні організації Товариства, а у 1958 році — народні університети (культури, правових, медичних знань тощо). У 1979ому товариство "3нання" в УРСР налічувало 684,7 тисяч громадських лекторів, які були об'єднані у 28 366 первинних організаціях. Мало 24 стаціонарні лекторії, 10 планетаріїв, Республіканський будинок економічної і науково-технічної пропаганди (див. Київський інститут бізнесу та технологій) в Києві та його філіал у Севастополі.
30 листопада 1990 року ХІІ-м позачерговим з'їздом «Знання» УРСР з метою приведення у відповідність з вимогами законодавства, на виконання постанови Президії Верховної Ради УРСР «Про порядок реєстрації громадських об'єднань» від 29.09.1990 р. №281-XII та «про доповнення Постанови Президії Верховної Ради УРСР» від 29.09.1990 р. «Про порядок реєстрації громадських об'єднань» від 14.11. 1990 р. №480 XII, затверджено статут та визначенно найменування Організації — Товариство «Знання» України.
У відповідності до Постанови Ради Міністрів УРСР від 21.12.1990 р. №385 «Питання реєстрації статутів громадських об'єднань», 29.03.1991 р. Міністерством юстиції України зареєстровано статут Товариства «Знання» України, що був затверджений 12 з'їздом Товариства. 15.12.1992 р. Міністерством юстиції України статут було переєрестровано у відповідності до вимог Закону України «Про об'єднання громадян».
З 1999 року Товариство «Знання» України очолює президент — академік НАН України Василь Кремень. Виконавчим органом президії Товариства є правління. Головою правління є член-кореспондент НАПН України, доктор філософських наук, професор Василь Кушерець.
Метою Організації є здійснення просвітницької, освітньої, наукової та культурної діяльності, активне сприяння духовному, соціальному та економічному розвитку України, утвердження в суспільстві загальнолюдських та демократичних цінностей, зміцнення української держави, збереження традицій та запровадження новітніх технологій у сфері просвітницької діяльності.
Товариство об'єднує на добровільних засадах тисячі науковців, діячів культури, працівників освіти, охорони здоров'я, сфери виробництва тощо. Організаційно його діяльність забезпечують штатні працівники. Товариство має обласні, міські і районні організації, Київський, Черкаський та Херсонський планетарії, створило і спрямовує роботу Університету сучасних знань; є його єдиним засновником. Під егідою Товариства діють науково-просвітницькі журнали «Наука і суспільство», «Наше небо», журнал «Трибуна», співзасновником якого є і НСЖУ, та щорічник «Україна. Наука і культура», що видається Товариством спільно з НАН України.

### Основні напрямки
Науково-просвітницької та інформаційно-освітньої діяльності Товариства. Це, насамперед, обґрунтована публічна підтримка курсу економічних реформ та політичних перетворень; вдосконалення ідеології державотворення та пошук шляхів національної консолідації українського суспільства; виховання національної та етнічної толерантності, принципів соціального порозуміння. Економіко-правовий аспект наукового просвітництва проявляться, зокрема, в правовій освіті. Товариство здійснює також поширення фундаментальних природничо-наукових знань; виховання екологічної культури громадян; інформатизацію суспільства; завданням Товариства є і підвищення комп'ютерної грамотності громадян; організація додаткової безперервної освіти дорослих.
Товариство: організовує курси, цикли лекцій, публічні виступи вчених, лекції-концерти, відеолекторії, лекторії, культурно-розважальні заходи, народні університети, тематичні вечори, інформаційно-навчальні курси, клуби за професіями, експрес-університети і школи за інтересами, ділові ігри, «круглі столи», вечори запитань і відповідей, диспути, дискусії, семінари, науково-практичні конференції, симпозіуми, здійснює інші просвітницькі та інформаційні заходи, у тому числі в мережі інтернет; організовує додаткову професійну освіту, курси й семінари підвищення кваліфікації, підготовку й перепідготовку за новими спеціальностями; вивчає суспільні потреби щодо набуття знань, пізнавальні, інформаційні, освітні інтереси з використанням методів маркетингу, соціологічних та інших досліджень; створює освітні заклади різного рівня акредитації для реалізації спеціальних (загальних і професійних) освітніх програм, неперервної освіти дорослих; впроваджує новітні освітні технології.

## Програмні цінності Товариства «Знання» України

### Особистісні
- самовизначення особи;
- інтелектуальна підготовка реалізації світоглядних цінностей;
- вдосконалення кожної людської особливості;
- співвідносність з природними здібностями людини, її визнанням і розгортанням;
- креативний спосіб мислення, уміння визначати і зрозуміти інше та в Іншому;
- поєднання високих технологій, стандартів природничих наук з самобутністю, унікальністю, вірою людини у свої можливості.

### Суспільні
- цілісна модифікація ментальності, культури, світовідчуття сучасної людини;
- занурення її у контекст соціальної і культурної відповідальності;
- посилення в суспільстві гуманістичних, холістичних теоретичних компонентів, основаних на цифрових технологіях та інноваційному знанні, перетворення інноваційного знання в досвід;
- сприяння становленню нової системи цінностей, задля швидкої адаптації у суспільстві, що модернізується;
- розвиток духовних ідеалів, традицій, еталонів, цінностей, вартостей та святостей українського народу;
- утверджувати наукове просвітництво як цінність саму по собі.
- освічений громадянин – потужна держава;
- формування громадянина держави, орієнтованого на професійну діяльність та соціальну активність, свободу і варіативність, гуманізацію взаємовідносин;
- визначення та усвідомлення співвідношення особистих суспільних та державних інтересів: Україна – понад  усе;
- формування критеріїв громадянської стресостійкості та незламності;
- гартування навколо національної ідеї: ідентичність української духовності та мови; України.

## Очільники
Голови Товариства «Знання» Української РСР
- Палладін Олександр Володимирович, академік АН УРСР (1948-1949),
- Комісаренко Василь Павлович, академік АН УРСР (1949-1953),
- Кухаренко Лідія Іванівна, доктор економічних наук, професор (1953-1964),
- Овчаренко Федір Данилович, академік АН УРСР (1964-1968),
- Сиваченко Микола Єфремович, член-кореспондент АН УРСР (1968-1970),
- Конділенко Іван Іванович, член-кореспондент АН УРСР (1970-1978),
- Ляшко Іван Іванович, академік АН УРСР (1978-1984),
- Шинкарук Володимир Іларіонович, академік НАН України (1984-1993).

Президенти Всеукраїнської громадської організації Товариство «Знання» України
- Шинкарук Володимир Іларіонович, академік НАН України (1993-1999),
- Кремень Василь Григорович, академік НАН України (1999-).